# Gustav Wilhelm Eisenlohr
Gustav Wilhelm Eisenlohr (* 19. November 1811 in Lörrach, Großherzogtum Baden; † 18. Mai 1881 in Dallas, Texas) war ein deutscher Pastor und Dichter.

## Leben und Werk
Gustav Wilhelm Eisenlohr wurde 1811 in Lörrach im Großherzogtum Baden als Sohn des Prorektors des dortigen Pädagogiums, Dekans und späteren Freiburger Stadtpfarrers geboren. Er ging auf ein Freiburger Gymnasium. Nach seinem Lyzeum in Karlsruhe studierte er Theologie und Philosophie an den Universitäten in Halle und Heidelberg. Während seines Studiums wurde er 1830 Mitglied der Alten Halleschen Burschenschaft Germania.
Im Januar 1834 wurde er evangelisch protestantischer Pfarrkandidat in Freiburg im Breisgau und leistete Vikarsdienste bei seinem Vater, der dort als Stadtpfarrer und Dekan tätig war. Von 1842 wirkte Eisenlohr als zweiter Stadtpfarrer und Rektor der höheren Bürgerschule in Emmendingen.
1848 nahm er an einer Totenfeier für Robert Blum teil. Eisenlohr war Mitglied des revolutionären Volksvereins/Märzvereins. 1849 wurde er verhaftet und im Emmendinger Turm eingekerkert. Es folgte eine Verurteilung zu einem Jahr Arbeitshaus. Eisenlohr sicherte zu, das Land zu verlassen. Weil sich Eisenlohr 1848 als Mitarbeiter der demokratischen Oberrheinischen Zeitung an den badischen Aufständen der März-Revolution beteiligt hatte, wurde er erneut angeklagt und entging einer Verurteilung und einer langjährigen Freiheitsstrafe nur, indem er ins Exil nach Amerika flüchtete.
Im Herbst 1850 wanderte er wie zahlreiche mitangeklagte Leidensgenossen in die Neue Welt aus, wo er zuerst kurze Zeit als Prediger in New Richmond, Ohio, arbeitete, bevor er 1851 nach New Braunfels, Texas, ging und 1857 in Cincinnati als Prediger an der deutschen evangelischen St. Paulus-Gemeinde 22 Jahre tätig war.
Schriftstellerisch war Eisenlohr seit 1839 aktiv. Sein erster Band trug den Titel Christliche Lyra oder Gesänge zur Erbauung der Gemeinde des Herrn. Der Gedichte-Band erschien 1839 bei der Herder'schen Kunst- und Buchhandlung in Freiburg. Ein zweiter Band mit dem Titel Totenkränze folgte im Jahr 1848. Im Mai des Jahres 1881 verstarb Gustav Wilhelm Eisenlohr im Alter von 69 Jahren in seiner Wahlheimat Dallas in den USA.
Der Gustav-Eisenlohr-Weg in Emmendingen wurde nach ihm benannt.

## Schriften (Auswahl)
- Christliche Lyra oder Gesänge zur Erbauung der Gemeinde des Herrn. Lyrik. Herder'sche Kunst- und Buchhandlung, Freiburg, 1839
- Totenkränze. Lyrik. 1848